# دوره چرخش

چرخش به دور خود

در اخترشناسی، دورهٔ چرخش به مدت زمانی می‌گویند که طول می‌کشد که یک جرم آسمانی به دور خودش بچرخد. روزهای اجرام آسمانی، با دورهٔ چرخش آن‌ها متفاوت است.